# Euploea visenda
Euploea visenda är en fjärilsart som beskrevs av Butler 1883. Euploea visenda ingår i släktet Euploea och familjen praktfjärilar. Inga underarter finns listade i Catalogue of Life.